# Мустафа Хилми Хаџиомеровић
Мустафа Хилми Хаџиомеровић (Кулен Вакуф, 1816 — Сарајево, 10. фебруар 1895) је био сарајевски муфтија и реис-ул-улема Босне и Херцеговине.

## Биографија
Рођен је у Кулен Вакуфу 1816. године. Основно верско и опште образовање стекао је у родном месту у мектебу пред муалимом Хусеин-ефендијом. Краће време је учио у медреси у Приједору, а онда одлази у Сарајево у Гази Хусрев-бегов ханиках 1833. У ханикаху и Куршумлији медреси учио је пред Мехмед-ефендијом Кучуком. Код Кучука је учио до Мунла Џамије, а потом је похађао предавања сарајевског муфтије Мухамеда Шакира Муидовића и Мухамеда Телалагића, који су предавали у својим кућама. Одлази у Истанбул 1837, у Хеким-Челеби медресу где наставља образовање пред најпознатијим алимима тога времена, Видинлијом и Денизлијом. После 15 година образовања у Истанбулу, узео је иџазет и спремио се за повратак са босанским хаџијама, који су се у то време враћали из Меке. Хаџије из Босанског Новог су га наговориле да постане мудерис у Новом. Када су стигли у Сарајево, тамо је било упражњено место мудериса у Куршунлији медреси због смрти Мухамеда Кучука. Пријатељи и познаници, нарочито хаџи Мухамед Хамамџић, почели су га наговарати да постане мудерис, да би он након договора са хаџијама из Новог, одлучио да постане мудерис 1852. године. После годину дана именован је имамом Алеби-атик џамије.

### Муфтија
Када је 1856. године смењен сарајевски муфтија Мухамед Шакир Муидовић, на његово место је постављен Хаџиомеровић, који се већ истакао својим способностима, нарочито познавањем шеријатског права. Вршећи муфтијску службу, Хаџиомеровић је издао велики број фетви на низ актуелних питања која су наметале прилике и друштвени односи током османске и почетком аустроугарске власти. Шејх-ул-ислам је својим декретом 9. фебруара 1882. овластио Хаџиомеровића да све верске ствари и све шеријатске послове извиђа и врши и да за окружја и котаре способне кадије поставља и именује уједно поверивши му и Врховни шеријатски суд, а румелијски кади-аскер га именује за сарајевског кадију са правом да именује кадије по окрузима и котаревима, да им издаје мураселе и да се труди, да шеријатске закључке праведно изводи и да међу ехалијом анкамишерлију потпуно врши. Овакав положај Хаџиомеровића био је потпуно аналоган положају муфтије на подручју Бугарске и Румелије.
Имајући у виду активност Мешихата у првој половини 1882. и раније, аустроугарска окупациона управа је именовала Хаџиомеровића, у јесен исте године, за реис-ул-улему Босне и Херцеговине, о чему је цар донео одлуку 17. октобра 1882, а свечано устоличење првог реис-ул-улеме обављено је 15. децембра 1882. године. Исцрпљен дугогодишњим радом, поднео је оставку на положај реис-ул-улеме 1893. године. Оставка му је прихваћена и он је отишао у пензију. Умро је у недељу 10. фебруара 1895. године, и сахрањен је на Грлића брду у Сарајеву.